# Mandy Miller
Mandy Miller, född 23 juli 1944 i Weston-super-Mare, Somerset, är en brittisk barnskådespelerska.

## Rollista i urval
- 1951 – Mannen i vita kostymen
- 1952 – I morgon börjar livet
- 1954 – Efterlyst av polisen
- 1954 – I mannens våld
- 1958 – Den smygande döden
- 1963 – Helgonet (TV-serie)
- 1963 – The Avengers (TV-serie)